# Grotte de Sitamarhi
La grotte de Sitamarhi est située à environ 15 km à l'est de Punawa, et environ 2 km au sud de la route allant de Gaya à Nowâda. Il s'agit d'un rocher isolé qui a été creusé pour former une grotte artificielle assez petite, ne mesurant que 4,91 × 3,43 m, avec une hauteur sous plafond de 2,01 m. La salle est rectangulaire et le plafond semi-elliptique. 

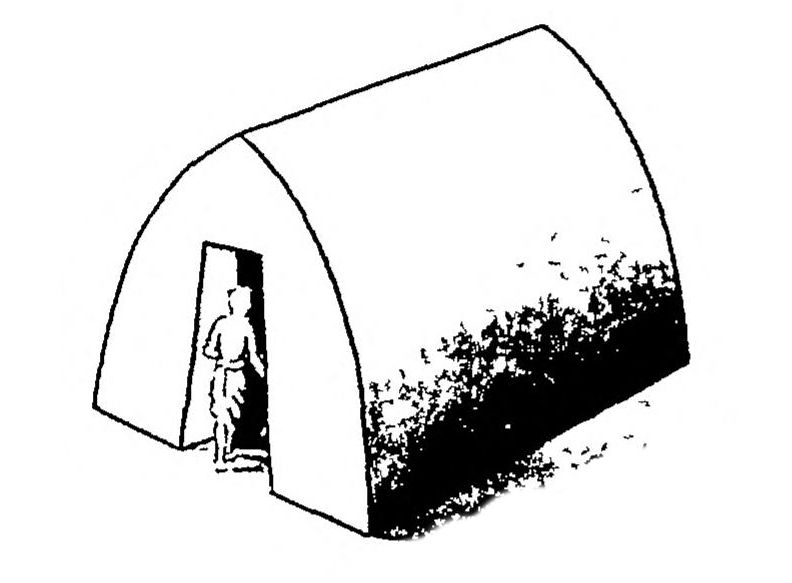
Reconstitution de la grotte de Sitamarhi.

L'entrée est aussi trapézoïdale, possédant la structure et les qualités de polissage des grottes de Barabar, mais sans aucune inscription. Elle est datée néanmoins de l'empire Maurya du fait de ses caractéristiques techniques. Elle est tout à fait l'égale des grottes de Barabar quant à la qualité du poli et de la finition.
Cette grotte de par sa section en ogive, est parfois considérée comme un des ancêtres de la forme en chaitya.
Selon la tradition, Sītā, une divinité de l'hindouisme, y aurait trouvé résidence pendant son exil, et y aurait mis au monde son fils Lava. On y trouve des statues bouddhistes, mais qui ont été réappropriées par la dévotion hindoue.